# Strategien gegen Architekturen
Albums de Einstürzende Neubauten
Zeichnungen des Patienten O. T.
(1983) Halber Mensch 
(1984)
Strategien gegen Architekturen (ou Strategies Against Architecture '80–'83 pour sa sortie anglaise) est une compilation de titres live et de faces B du groupe Einstürzende Neubauten enregistrée de 1980 à 1983 et sortie en 1984. Elle a d'abord été publiée par le label Some Bizzare mais est désormais commercialisée sans licence par Mute Records Rough Trade.

## Liste des titres
1. Tanz Debil - 3:20
2. Schmerzen Hören (Hören Mit Schmerzen) - 2:31
3. Mikroben - 1:31
4. Krieg In Den Städten - 3:44 (nom original : Steh auf Berlin)
5. Zum Tier Machen - 3:05
6. Draußen Ist Feindlich - 0:48
7. Stahlversion - 5:35
8. Schwarz - 4:16
9. Negativ Nein - 2:23
10. Kalte Sterne - 4:11
11. Spaltung - 2:25
12. U-Haft Muzak - 3:41
13. Gestohlenes Band (ORF) - 0:17
14. Schwarz (Mutiert) - 3:26

## Composition du groupe
- Blixa Bargeld - chant, guitare
- Mark Chung - Basse, chant
- Alexander Hacke - guitare, chant
- N.U. Unruh - percussion, chant
- F.M. Einheit - percussion, chant